# Stara Synagoga w Jedwabnem
Stara Synagoga w Jedwabnem – nieistniejąca, drewniana synagoga, która znajdowała się w Jedwabnem na rogu ulicy Łomżyńskiej (aktualnie Marszałka Piłsudskiego) i Nowy Rynek (obecnie Plac Jana Pawła II).
Synagoga została zbudowana w 1770. Po 1859 została znacznie rozbudowana. Znacznie wydłużono jej część zachodnią. Data zniszczenia synagogi nie jest dokładnie znana. Według jednej wersji spłonęła podczas pożaru w nocy 17 września 1913, zaś według drugiej spłonęła podczas I wojny światowej.
Drewniany budynek synagogi wzniesiono na planie prostokąta, który przekryty był czterospadowym dachem o trzech kondygnacjach. W centralnej części znajdowała się główna sala modlitewna, która była otoczona od północy i południa parterowymi babińcami, a od zachodu przedsionkiem. Babińce były pierwotnie kryte daszkami o kalenicach prostopadłych do ścian sali. 

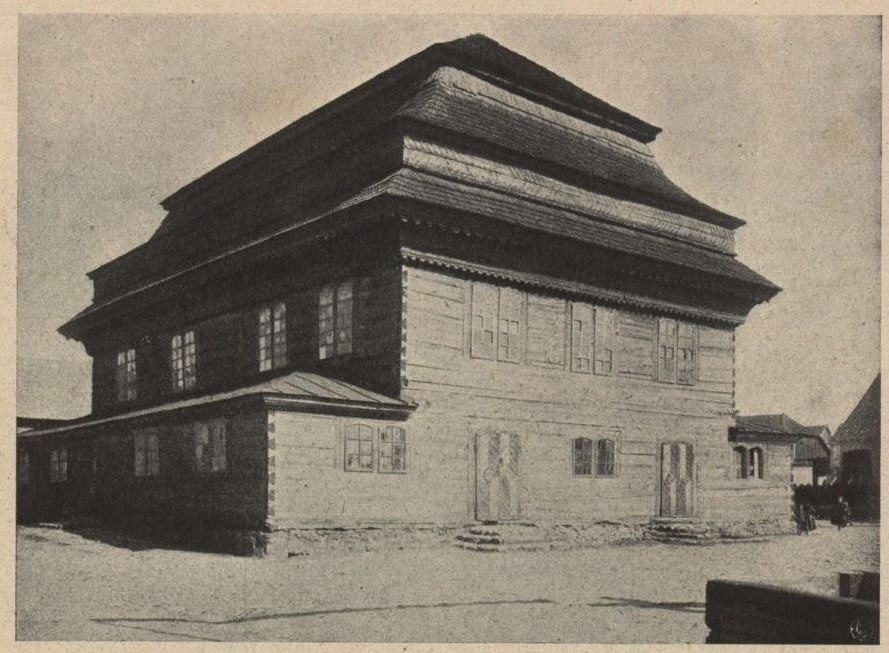
Bożnica